# Бајекур
Бајекур (фр. Bayecourt) насеље је и општина у североисточној Француској у региону Лорена, у департману Вогези која припада префектури Епинал.
По подацима из 2011. године у општини је живело 281 становника, а густина насељености је износила 40,61 становника/km². Општина се простире на површини од 6,92 km². Налази се на средњој надморској висини од | метара (максималној 366 m, а минималној 307 m).

## Демографија
| 1962. | 1968. | 1975. | 1982. | 1990. | 1999. | 2011. |
| ----- | ----- | ----- | ----- | ----- | ----- | ----- |
| 222   | 219   | 171   | 204   | 215   | 237   | 281   |

График промене броја становника у току последњих година